# Maja Pliseckaja
Maja Mihajlovna Pliseckaja (rus. Майя Михайловна Плисецкая; Moskva, 20. studenoga 1925. — München, 2. svibnja 2015.) bila je ruska balerina.

## Rane godine
Maja Pliseckaja potječe iz stare ruske baletske obitelji židovskoga porijekla. Ujak Asaf Messerer bio je legendarni profesor baleta. Tetka uz koju je odrasla Sulamith Messerer, bila je primabalerina Boljšoj baleta.
Mladost Maje Pliseckaje obilježile su patnje pod staljinizmom. Otac joj je nestao bez traga 1937., a majka deportirana u Kazahstan. Pedeset godina kasnije otkriveno je, da je otac bio ubijen. Postala je članica Boljšoj baleta 1943., ali do 1959. nije mogla nastupati u inozemstvu zbog njenoga porijekla.

## Karijera
Pliseckaja je postala poznata po visokim skokovima, fleksibilnim leđima, dugim rukama, gracioznosti pokreta i karizmi, kojoj su doprinosili upečatljiv izgled i crvena kosa. Njene najčuvenije uloge bile su u baletima: Labuđe jezero (1947.), Uspavana ljepotica (1961.), Karmen, Don Quijote i Ana Karenjina. Ulogu Umirućeg labuda igrala je više od tisuću puta. Godine 1958. dodiljena joj je titula „Zaslužne umjetnice Sovjetskoga Saveza“. Iste godine udala se za skladatelja Rodiona Ščedrina.
Tijekom karijere, kritičari su je vidjeli kao definitivnu nasljednicu legendarne balerine Ane Pavlove. Za nju su inscenirali poznati koreografi Roland Petit i Maurice Béjart. Karijera joj je trajala neuobičajeno dugo - 60 godina. Posljednji put je nastupila 1996. kada je imala 70 godina, u koreografiji Mauricea Béjarta „Ave Maja“.
Maja Pliseckaja umrla je 2. svibnja 2015. od posljedica srčanoga udara u Njemačkoj.